# Hamid Dizdar
Hamid Dizdar (Stolac, 22. veljače 1907. – Sarajevo, 17. srpnja 1967.) bio je hrvatski novinar i književnik.

## Životopis
Gimnaziju je pohađao u Mostaru i Tuzli - sam za sebe navodi i gimnaziju u Sarajevu ("Ko je ko u Jugoslaviji", Beograd 1957, str. 142). Bio je službenikom u Stocu (1926. – 1930.), potom novinar beogradskih listova "Politika" (1928. – 1930.) i "Pravda" (1933. – 1938.) i sarajevskog "Jugoslovenskog lista", urednik sarajevskih listova: "Slobodna riječ", "Jugoslavenska pošta" (1931. – 1941.), "Pravda", "Gajret" (1935. – 1941.). Radio je i kao izvjestitelj za narodne pjesme na drž. krugovalnoj postaji u Sarajevu. Tiskao je pjesme i pripovjesti iz hercegovačkoga života u sarajevskim časopisima Novom Beharu, Gajretu, Pogledu i Hrvatskoj misli, te u zagrebačkom Vijencu. Zbog ilegalnog rada uhićen je od ustaškog prijekog suda ali je pobjegao iz Sarajeva; nakon toga njegova majka Nazira (rođ. Babović) i sestra su odvedene u Jasenovac i tamo ubijene od ustaša (Leksikon pisaca Jugoslavije, knjiga I, Novi Sad 1972., str. 645).
Nakon rata direktor je Arhiva grada Sarajeva. Uređivao je časopise "Odjek", "Vidik" i "Život". Poeziju je počeo pisati kao socijalni pisac, a javio se u "Knjizi drugova" 1929. godine. U biografskom leksikonu "Ko je ko u Jugoslaviji" 1957. deklarirao se kao Srbin.[nedostaje izvor]
Hamid je bio stariji brat poznatoga hrvatskoga književnika iz BiH Mehmedalije Maka Dizdara.
Ostavština mu nije ostala u Stocu, nego je završila u Tešnju. Za 20 milijuna ondašnjih dinara Tešnjaci su ju otkupili 1968. i danas je u posebnom odjelu Gradske knjižnice u Tešnju.

## Djela
- "Arabeske", zbirka pjesama (1929.)
- "Kasaba šapće", pripovijetke (1933.)
- "Zapisi u kamenu" (Urezi u kamen), zbirka pjesama (1936.)
- "3x8", pjesme (1954.)
- "Obasjane staze"
- "Nitko se ne vraća"
- "Proljeće u Hercegovini"